# Urve Miller
Urve Miller (fram till 1956 Tarning), född 11 augusti 1930 i Estland, Tallinn, död 30 juni 2015, var estnisksvensk geologiprofessor. Hon flydde från Estland till Sverige 1944.

## Biografi
Urve Miller föddes i Tallinn, Estland, 1930. Familjen flydde sovjetockupationen till Sverige 1944. Hon tog studenten 1950 i Stockholms Estniska Gymnasium. 1957 fil. kand. examen, därefter 1964 fil. lic. examen vid Stockholm Universitet. Hon anställdes vid Sveriges geologiska undersökning (SGU), där hon byggde upp och ledde en mikropaleontologiskt laboratorium 1957–1985. Hennes forskning fokuserade på mikropaleontologi och miljöfrågor. År 1977 disputerade Miller med avhandlingen  "Pleistocene deposits of the Alnarp valley, southern Sweden Microfossils and their stratigraphical application". Hennes analyser ledde till nytänkande i klimat- och miljöhistoria. Millers arbete har hjälpt till djupare förståelse av långsiktiga klimatförändringar, och get mer kunskap om beräkning av framtida klimatutveckling.
Vid Stockholms universitet 1985–1996 blev hennes inriktning mer internationell. Hon invaldes i den estniska vetenskapsakademien och European Academy of Sciences and Arts. År 1995 tilldelades hon en professur i paleoekologi och miljöhistoria. 1999–2002 bjöds hon in som gästprofessor vid Tartu universitet, och utsågs senare till hedersdoktor där. 
Hon var korresponderande ledamot av Vitterhetsakademien, medlem av Estniska Lärdomssällskapet.  
Urve Miller var gift med Arvo Miller och hade tre döttrar: Helen (född 1960), Susan (född 1964) och Liis (född 1969).